# Chien de la casse
Chien de la casse is een Franse komische dramafilm uit 2023, geregisseerd en mede geschreven door Jean-Baptiste Durand en zijn regiedebuut.

## Verhaal
In Le Pouget, een klein dorpje in het zuiden van Frankrijk trekken de jeugdvrienden Dog en Mirales steeds samen op. De vriendschap van Dog en Mirales komt onder vuur te liggen door de komst van Elsa, een jonge vrouw op wie Dog verliefd wordt. Verteerd door jaloezie zal Mirales zijn verleden moeten loslaten om op te groeien en zijn eigen plek te vinden.

## Rolverdeling
| Acteur            | Personage     |
| ----------------- | ------------- |
| Anthony Bajon     | Dog           |
| Raphaël Quenard   | Mirales       |
| Galatéa Bellugi   | Elsa          |
| Dominique Reymond | Christiane    |
| Bernard Blancan   | Bernard       |
| Nathan Le Graciet | Paco          |
| Mélanie Martinez  | Charlotte     |
| Mike Reilles      | Dimitri       |
| Mathieu Amilien   | Enzo          |
| Evelina Pitti     | Madame Dufour |
| Kader Bouallaga   | Ali           |
| Marysole Fertard  | Sonia         |

## Release
Chien de la casse ging op 27 januari 2023 in première op het Festival Premiers Plans d'Angers waar hij de publieksprijs won. De film ontving in januari 2024 zeven nominaties voor de Franse Césars.

## Prijzen en nominaties
De belangrijkste:
| Jaar | Prijs         | Categorie                   | Genomineerde(n)      | Uitslag     |
| ---- | ------------- | --------------------------- | -------------------- | ----------- |
| 2024 | Césars        | Beste film                  | Beste film           | Genomineerd |
| 2024 | Césars        | Beste acteur in een bijrol  | Anthony Bajon        | Genomineerd |
| 2024 | Césars        | Beste actrice in een bijrol | Galatéa Bellugi      | Genomineerd |
| 2024 | Césars        | Beste jong mannelijk talent | Raphaël Quenard      | Gewonnen    |
| 2024 | Césars        | Beste origineel script      | Jean-Baptiste Durand | Genomineerd |
| 2024 | Césars        | Beste filmmuziek            | Delphine Malausséna  | Genomineerd |
| 2024 | Césars        | Beste debuutfilm            | Jean-Baptiste Durand | Gewonnen    |
| 2024 | Prix Lumières | Beste jong mannelijk talent | Raphaël Quenard      | Gewonnen    |
| 2024 | Prix Lumières | Beste debuutfilm            | Beste debuutfilm     | Genomineerd |